# Lucio Verseno Apro
Lucio Verseno Apro (en latín,  Lucius Versenus Aper o Lucius Versinius Aper, probablemente Lucius Versenus, Lucii filius, Lemonia, Hispello, Aper) fue una caballero romano, que desarrollo el cursus honorum ecuestre en el siglo II.

## Orígenes y familia
Era natural de la colonia romana de Hispellum (Spello, Italia), en la Regio VI Umbria et Ager Gallicus de la Italia romana. En honor a su fallecido hermano Verseno Graniano mandó erigir una inscripción funeraria encontrada en Perusia, (Perugia, Italia).

## Carrera política
Conocemos su carrera militar a través de varios diplomas militares e inscripciones, caracterizándose por haber desempeñado cuatro milicias, lo que excede las tres normales.
Su primer cargo, el de Praefectus cohortis lo desempeñó en 157 al mando de la Cohors I Vindelicorum miliariae, de guarnición en la provincia Dacia Superior, tal vez con base en Tibiscum. Desconocemos su secunda militia como tribunus militum de una legión, mientras que la tercero fue como Praefectus equitum del Ala VII Phrygum en Siria, cargo que desempeñaba en 158. Por último, fue prefecto del Ala II Flavia Hispanorum civium romanorum, con campamento en Petavonium (Rosinos de Vidriales, Zamora, España) en la provincia Tarraconense, lugar donde construyó unos baños.